# Museu Mariano Procópio
O Museu Mariano Procópio, localizado em Juiz de Fora, é o primeiro museu surgido em Minas Gerais. Fundado em 1915 por Alfredo Ferreira Lage, abriga um dos principais acervos do país, com aproximadamente 50 mil peças.
Seu conjunto arquitetônico compreende dois edifícios: a Villa Ferreira Lage, construída entre 1856 e 1861, e o Prédio Mariano Procópio, inaugurado em 1922. O Prédio Mariano Procópio, que abriga a Galeria Maria Amália, encontra-se disponível para a visitação com as exposições “Rememorar o Brasil: a independência e a construção do Estado-Nação” e “Fios de Memória: a formação das coleções do Museu Mariano Procópio”, inauguradas respectivamente em 6 de setembro de 2022 e 3 de março de 2023.. A Villa Ferreira Lage, residência da família, foi reaberta no dia 31 de maio de 2023.
A visitação tanto às duas exposições quanto à Villa Ferreira Lage acontecem de terça a sexta-feira, das 9h às 16h e aos sábados e domingos, das 10h30 às 16h.
Além do conjunto histórico, o Museu conta com um acervo natural de grande importância ecológica, formando o Parque Museu Mariano Procópio que funciona de terça à domingo, das 8h às 17h.

## História
A história do museu está ligada ao surgimento da Estrada União e Indústria, que une Juiz de Fora a Petrópolis. Mariano Procópio, engenheiro e responsável pela estrada, mandou construir a Villa Ferreira Lage para abrigar Dom Pedro II, que inauguraria a rota. Para a construção Mariano escolheu um terreno situado no coração da nova localidade que fizera surgir, defronte ao hotel que atenderia os usuários da União e Indústria. Como a construção não ficou pronta a tempo, ele teve de hospedar a família imperial em sua própria residência, de modo que só pode conhecer a Villa em sua segunda visita à cidade, em 1869.

### Villa Ferreira Lage

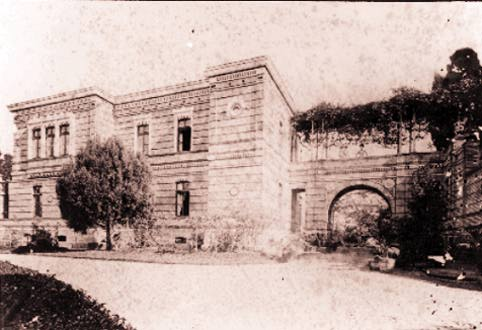
A Villa no começo do século XX

Projetado e construído pelo alemão Carlos Augusto Gambs, chefe dos engenheiros e arquitetos da União e Indústria, o prédio é representante típico do estilo imponente que marcou as principais obras do final do século XIX. Implantado em platô alteado, foi edificado com tijolos maciços aparentes. A ornamentação foi feita a partir de tijolos com caneluras e arestas arredondadas, entre outros elementos. A vila conserva até hoje suas características originais, inclusive no interior, decorado com paredes revestidas de papel e pinturas, forro em estuque e lambris de madeira de lei decorados. Guarda também um importante acervo mobiliário.

### O Museu

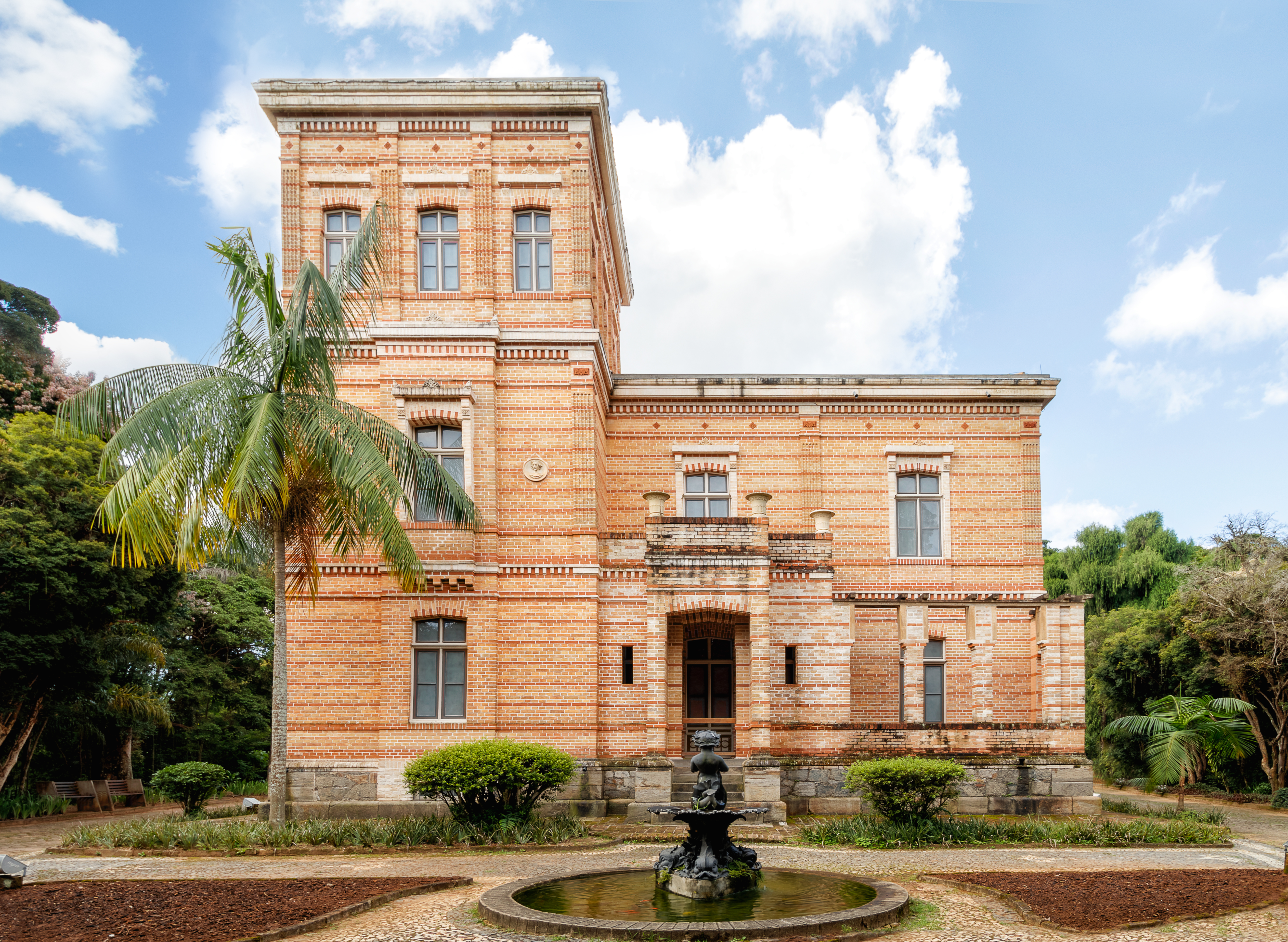
Fachada do museu em 2020

Com a morte de Mariano Procópio em 14 de fevereiro de  1872, o terreno foi herdado por seus dois filhos, Frederico e Alfredo Ferreira Lage. Na parte dedicada a si Frederico construiu um imenso palacete, com material todo proveniente da Europa. Após sua morte repentina aos 39 anos de idade em 1901, as dívidas provocadas pelas obras resultaram na venda do imóvel à Estrada de Ferro Central do Brasil, sendo posteriormente transferido para o Ministério da Guerra, que instalou no local a sede da Quarta Região Militar.

A  vila e a parte superior do terreno foram herdadas por Alfredo, que revelou a intenção de abrigar ali um acervo que vinha colecionando desde a juventude. Com o aumento gradual de sua coleção, graças à aquisição de peças em leilões no Brasil e principalmente no exterior - além de doações de figuras importantes como Duque de Caxias, Afonso Arinos, Rodolfo Bernardelli e Amélia Machado Cavalcanti de Albuquerque (esposa do Visconde de Cavalcanti) - Alfredo viu-se obrigado a ampliar o castelo original, iniciando a construção de um prédio anexo.
No dia 23 de junho de 1921, marcando o centenário do nascimento de Mariano Procópio, Alfredo Ferreira Lage inaugurou oficialmente o museu na Villa. No mesmo ano a Princesa Isabel e o Conde D'Eu puderam voltar ao Brasil com o fim do decreto de banimento da Família Real e estiveram na cidade para visitar o local. Foi nessa ocasião que Alfredo revelou pela primeira vez sua intenção de repassar todo o acervo para o município.
Em 13 de maio de 1922 o Museu Mariano Procópio foi oficialmente aberto ao público, inaugurado com um acervo que ocupava tanto a Villa Ferreira Lage quanto o prédio anexo.

### Parque Mariano Procópio

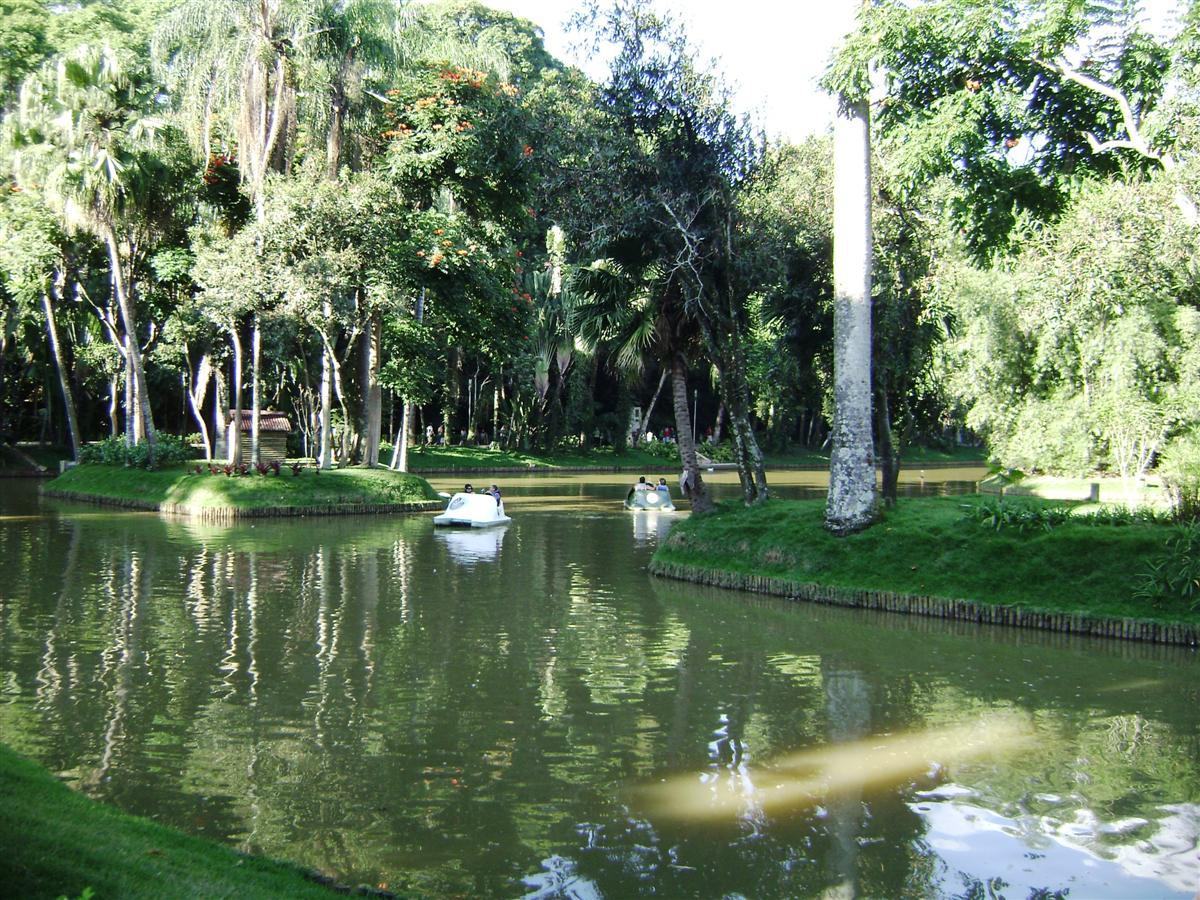
Um trecho do parque, 2009

Em torno da Villa foi projetado um imenso jardim. Mariano reunira ali diversas árvores, arbustos e espécies vegetais brasileiras - muitas delas atualmente ameaçadas de extinção, como o Pinheiro do Paraná. Esta flora hoje centenária abriga uma variada fauna de pássaros, macacos e preguiças, e foi considerada pelo naturalista suíço Jean Louis Rodolphe Agassiz como "o paraíso dos trópicos".
Do enorme terreno arborizado que englobava a área onde atualmente localiza-se a Quarta Região Militar e o bairro Vale do Ipê - a chamada "Chácara de Mariano Procópio" - restam cerca de 88,200 metros quadrados. Com um lago, bosque e espaço recreativo, o parque foi aberto à visitação pública gratuita em uma cerimônia em 31 de maio de 1934, quando teve início a transferência da área das mãos de seu proprietário, Alfredo Ferreira Lage, para o controle da prefeitura.
Entre aplausos, discursos e descerramento de placa, o evento serviu para que o município começasse a reconhecer os méritos daquele "ilustre e insigne amigo de Juiz de Fora", que, segundo o animado escrivão da ata da cerimônia, "vêm pugnando pela grandeza deste torrão".

### A doação

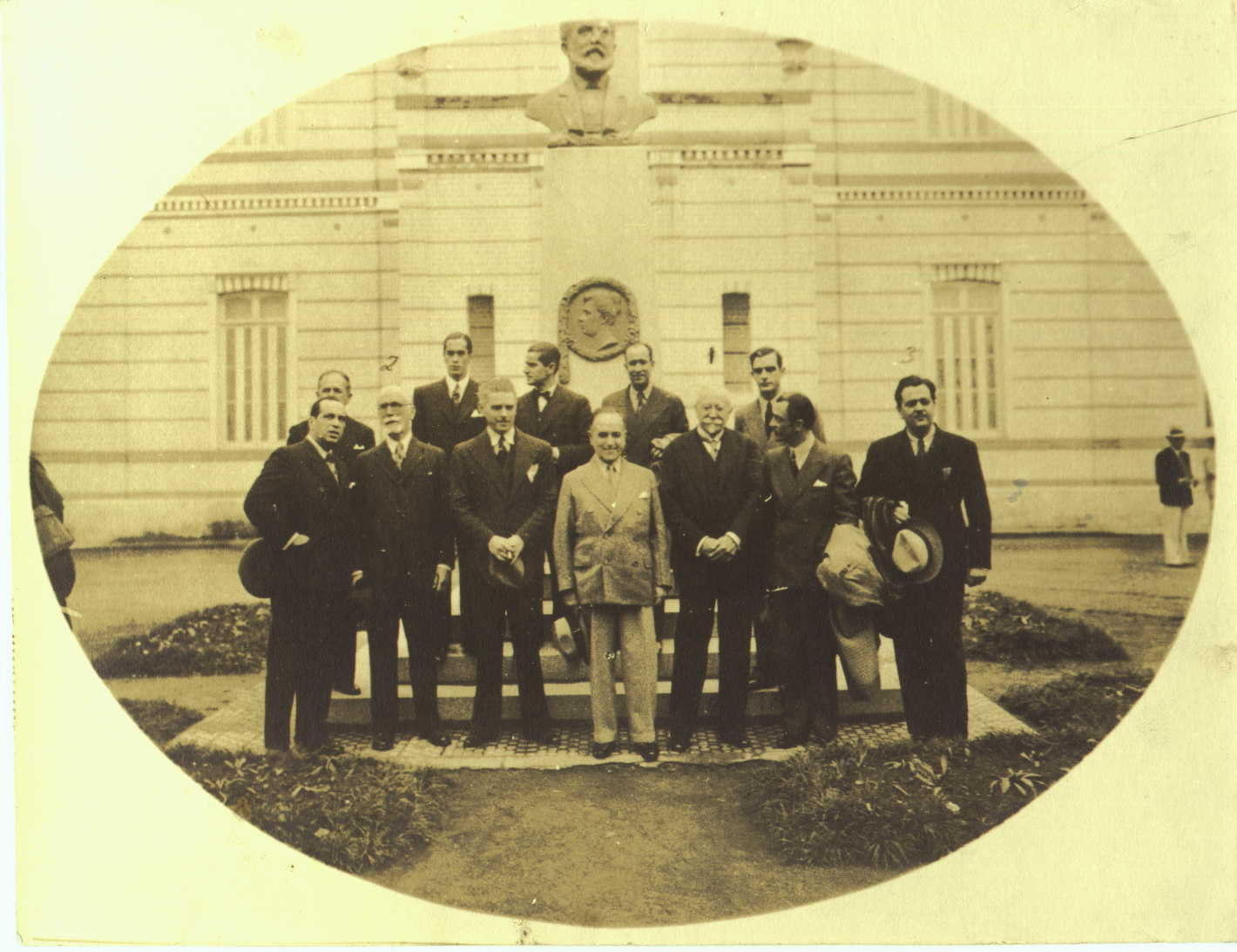
Anos 30: Alfredo Ferreira Lage e o presidente Getúlio Vargas (centro) na entrada do museu

Sem filhos, Alfredo Ferreira Lage passou a doar seus bens a Juiz de Fora, começando em 1934 pelo Parque Mariano Procópio. No mesmo ano fez uma escritura de doação do Museu e de toda área em torno para o município no valor de três mil contos de réis (aproximadamente 150 milhões de dólares em valores atuais).
Preocupado com o destino do imóvel, Alfredo criou a Sociedade Conselho de Amigos do Museu Mariano Procópio, dirigindo a fundação e o próprio museu, uma de suas principais exigências ao finalmente completar a doação do prédio com uma escritura lavrada em 29 de fevereiro de 1936. A escritura incluia outras condições para a entrega, entre elas a proibição de alteração em sua finalidade cultural, a "proibição perpétua de serem retirados do museu os objetos artísticos, históricos e científicos a ele incorporados", a permanência "das denominações atuais dadas às salas do museu" e a perpetuidade da denominação "Mariano Procópio", homenagem de Alfredo a seu pai.
Ainda segundo as exigências da escritura, Alfredo exerceria "enquanto quiser o cargo de diretor, com dispensa de submeter suas contas ao exame do Conselho, e com direito de usufruto dos bens ora doados, para o fim de conservar a sua atual habitação no imóvel". Só mesmo sua morte em 1944 o afastou da direção da instituição que criara, mas já então o Museu Mariano Procópio era considerado um dos mais importantes do Brasil.
Em 1978 o município criou a Fundação Cultural Alfredo Ferreira Lage (Funalfa) para administrar o museu de acordo com os termos de doação. A Funalfa exerceu a tarefa até 2005, ano em que foi criada a Fundação Museu Mariano Procópio (MAPRO).

## Acervo
As peças presentes no Museu Mariano Procópio refletem em quase toda sua totalidade as influências culturais do século XIX e princípio do século XX, seguindo principalmente o gosto de Ferreira Lage. Trata-se de um dos principais acervos da período imperial brasileiro - em sua maior parte originário do Palácio São Cristóvão, antiga residência de D.Pedro II no Rio de Janeiro.
O primeiro levantamento de suas peças foi feito em 1944. O próximo só seria realizado em 1981, ocasião aproveitada para a ampliação do espaço físico do museu e reforma de grande parte das obras. Muitos documentos então encontravam-se irrecuperáveis, destruídos pela ação de cupins e traças, reflexo da má conservação do local. Desde então o museu passou por várias reformas, na maioria das vezes devido a vazamentos e infiltração de água da chuva nas paredes e no teto.
Atualmente, parte do acervo encontra-se em formato digital, disponível na página: "Coleção Online".

### Esculturas
Ao adentrar no Museu já se tem a impressão do seu imponente acervo de esculturas, com estátuas que compõem o jardim, escadarias e a pérgula da Villa. Em seu interior encontram-se duas estatuetas de terracota "de Tanagra", cidade da Grécia antiga, além de moldes em gesso e bronze para várias estátuas, expostas no salão principal. Alfredo Ferreira Lage adquiriu grande parte desse acervo na Europa e também no Brasil, contando com obras de Antonin Mercié, Louis Barye, Claude Michel Clodion, Modestino Kanto, José Otávio Correia Lima e Rodolfo Bernadelli.

### Quadros

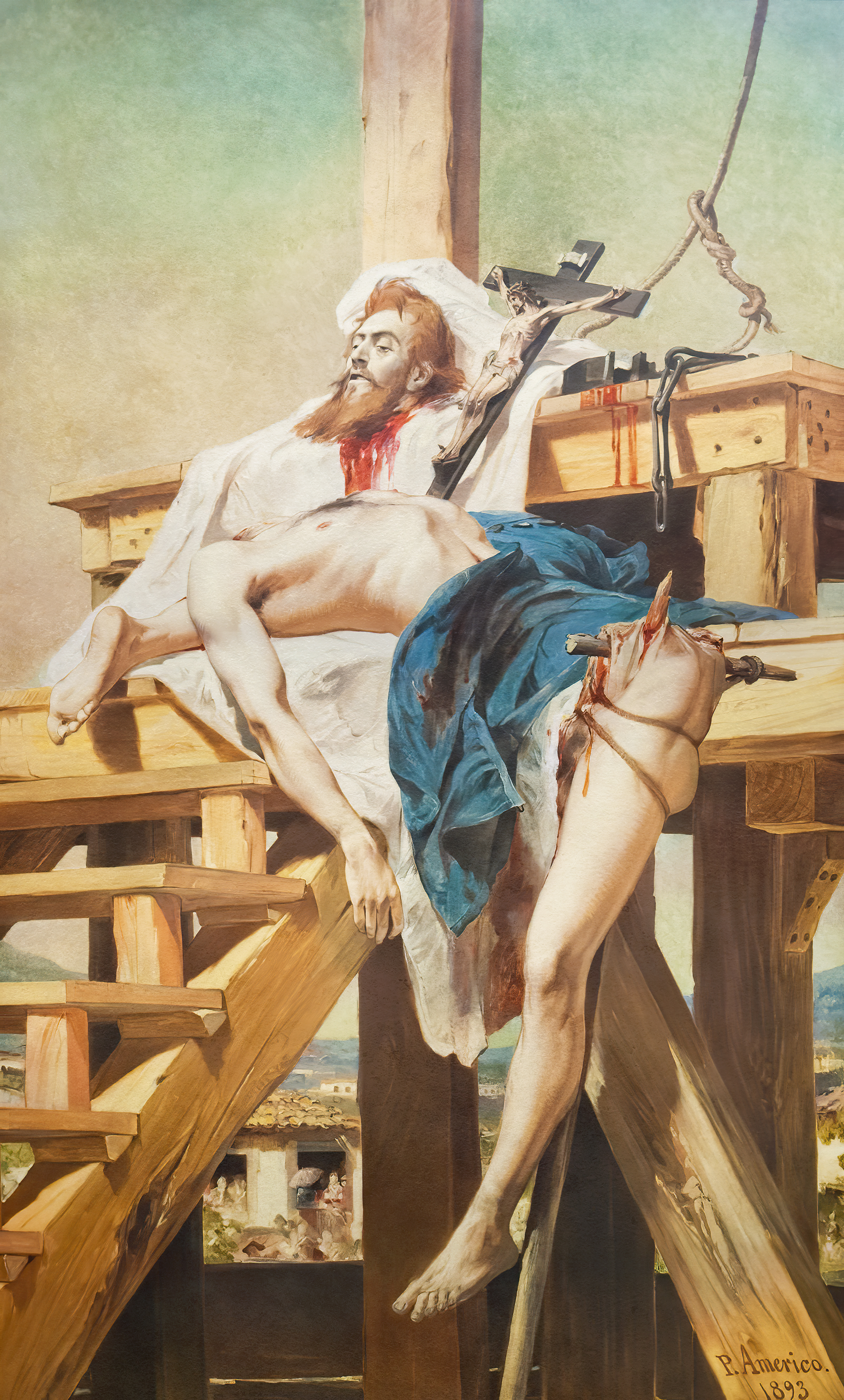
Tiradentes Esquartejado

Companheiro da pintora Maria Pardos, é natural que Alfredo Ferreira Lage se tornasse um grande apreciador e colecionador de quadros. A essência do acervo está no período entre 1870 e 1930, com um interesse particular pela arte européia e posteriormente brasileira, consequência do desenvolvimento das academias artísticas no país. Somando as várias doações, principalmente por parte da Viscondessa de Cavalcanti, a coleção de pinturas, gravuras e desenhos chega a um total de quase 2 mil obras.
Um dos maiores destaques é o quadro "Tiradentes Esquartejado", de autoria de Pedro Américo. Feito por encomenda, passou muitos anos na sala de reuniões da Câmara Municipal de Juiz de Fora, após o qual foi transferido para o museu. Também encontram-se expostas obras dos franceses Jean Honoré Fragonard e Charles-François Daubigny e do holandês Willem Roelofs, premiado com a medalha de prata na Exposição Universal de Paris de 1889. Os brasileiros estão representados por Antônio Parreiras, Rodolfo Amoedo, Horácio Pinto da Hora e Henrique Bernadelli
Para abrigar a coleção foi projetada no anexo à Villa a Galeria Maria Amália, uma homenagem de Alfredo Ferreira Lage à sua mãe. Foi inaugurada em 13 de maio de 1922, e sua estrutura segue o modelo das principais galerias de arte do século XIX.

### História Natural
São duas salas dedicadas à paleontologia, geologia, zoologia e mineralogia. Foi a primeira coleção de Alfredo Ferreira Lage, consequência de sua viagem à Europa aos sete anos de idade. Embrionária, daria origem à paixão de seu dono pelas artes.
Fósseis, cristais e uma grande variedade de minerais podem ser vistos, além de insetos e animais selvagens empalhados, como uma onça pintada, um jacaré de papo amarelo e um lobo guará.
O setor foi inaugurado em 1931 e reúne 1279 minerais e fragmentos de rochas, 50 fósseis, 55 vidros de carpoteca (coleção de frutos secos e sementes), 527 excicatas do herbário (folhas de plantas), 415 espécimes zoológicos e inúmeros insetos.

### Armas
A exposição de armas de fogo como o bacamarte e o revólver, e de armas brancas como a espada e o sabre ajuda a revelar parte da história da armaria no Brasil.

### Indumentária
Entre as roupas presentes no acervo do museu destacam-se três tipos de traje: femininos, monárquicos e militares.
A indumentária feminina conta com peças de roupa e acessórios pertencentes a damas do século XIX, das quais se destacam casacos e blusas, além de chapéus e leques.
Entre os trajes monárquicos, está o Fardão da Maioridade, usado por Dom Pedro II em 18 de julho de 1841 na cerimônia em que foi considerado apto para assumir o Império do Brasil.

### Joias, moedas e medalhas
A coleção numismática deve-se em grande parte às doações da Viscondessa de Cavalcanti, especialista no assunto. De sua coleção fazem parte raros exemplares de medalhas cunhadas na Europa referentes à episódios da história do Brasil, como a ocupação holandesa na Bahia (1624) e em Pernambuco (1631).
Destaque também para as medalhas, entre elas a Imperial Ordem do Cruzeiro, criada em 1822 na coroação de Dom Pedro I e a Ordem do Cruzeiro do Sul concedida a partir de 1932 em homenagem a civis, militares e estrangeiros.
Entre o acervo de jóias encontra-se um relógio de bolso presenteado a Dom Pedro II por suas irmãs Francisca e Januária em seu décimo aniversário, no dia 2 de dezembro de 1835.

### Mobiliário
Composto principalmente do chamado "mobiliário de estilo", imitações brasileiras das peças produzidas na Europa. É a atração principal do acervo da Villa, que procura conservar o ambiente familiar dos Ferreira Lage. Destaque especial para a sala de música, trabalhada em madeira. Originalmente construída na Inglaterra, foi transportada e montada no local.

#### Cristais, louças e porcelanas
Esta coleção, espalhada por todo o prédio, tem como base as peças da Família Imperial adquiridas do Palácio de São Cristóvão, além de doações feitas por personagens marcantes da história social e política do Brasil.
Ainda assim o monograma imperial aparece em grande parte das peças - algumas exóticas, como uma sopeira do século XVIII que reproduz a cabeça de um javali.

#### Peças sacras
Representadas especialmente por objetos de ouro, prata, marfim e madeira nobre dos séculos XVIII e XIX, como castiçais, turíbulos e esmoleiros.

### Reserva técnica
Esta seção abriga a maior parte do acervo do museu. Com condições especiais de armazenamento - controle de iluminação, umidade e temperatura - realizadas depois de uma reforma em 1996, a reserva abriga as peças que requerem mais cuidados, consequentemente ficando fechada à visitação pública e disponível apenas para fins de pesquisa ou exposições temporárias.

#### Documentos
Reunido basicamente em função de doações e aquisições de arquivos particulares e documentos avulsos, o acervo de documentos é composto por cartas, livros, revistas, jornais, mapas, fotografias e ofícios. Alguns desses papéis trazem relatos de importantes momentos históricos, como um livro revestido de ouro e prata exaltando os feitos do Duque de Caxias durante a Guerra do Paraguai e as cartas de Dom Pedro I enviadas à sua amante, a Marquesa de Santos.
São aproximadamente 10 mil documentos que, somados à coleção de mais de 18 mil fotografias, forma um importante e diversificado acervo cultural e histórico.

## Administração

### Conselho de Amigos
Criada por Alfredo Ferreira Lage em 1936 após a doação do museu ao município de Juiz de Fora, o Conselho de Amigos do Museu Mariano Procópio foi dirigido por ele até 1944. Apesar da criação da Funalfa o Conselho continuou a existir, atuando como órgão curador do patrimônio do museu.

### Funalfa
A Fundação Cultural Alfredo Ferreira Lage, criada para promover a valorização cultural de Juiz de Fora, administrou o Museu Mariano Procópio de 1978 a 2005. Subordinada à prefeitura e integrada à Secretaria de Política Social, a gestão da Funalfa ficou marcada por problemas estruturais.
Apesar de algumas reformas, a Villa e seu prédio anexo continuaram com um sistema elétrico e hidráulico arcaico, comprometendo a integridade do acervo ali reunido. Tanto no teto quanto nas paredes eram frequentes o vazamento e infiltração de água, culminando em 2003 com o desabamento de parte do forro do segundo andar do anexo, que ficou fechado ao público, negando aos visitantes o acesso às principais atrações do acervo. Após uma série de reformas no espaço, o Museu Mariano Procópio encontra-se totalmente aberto ao público. 

### MAPRO

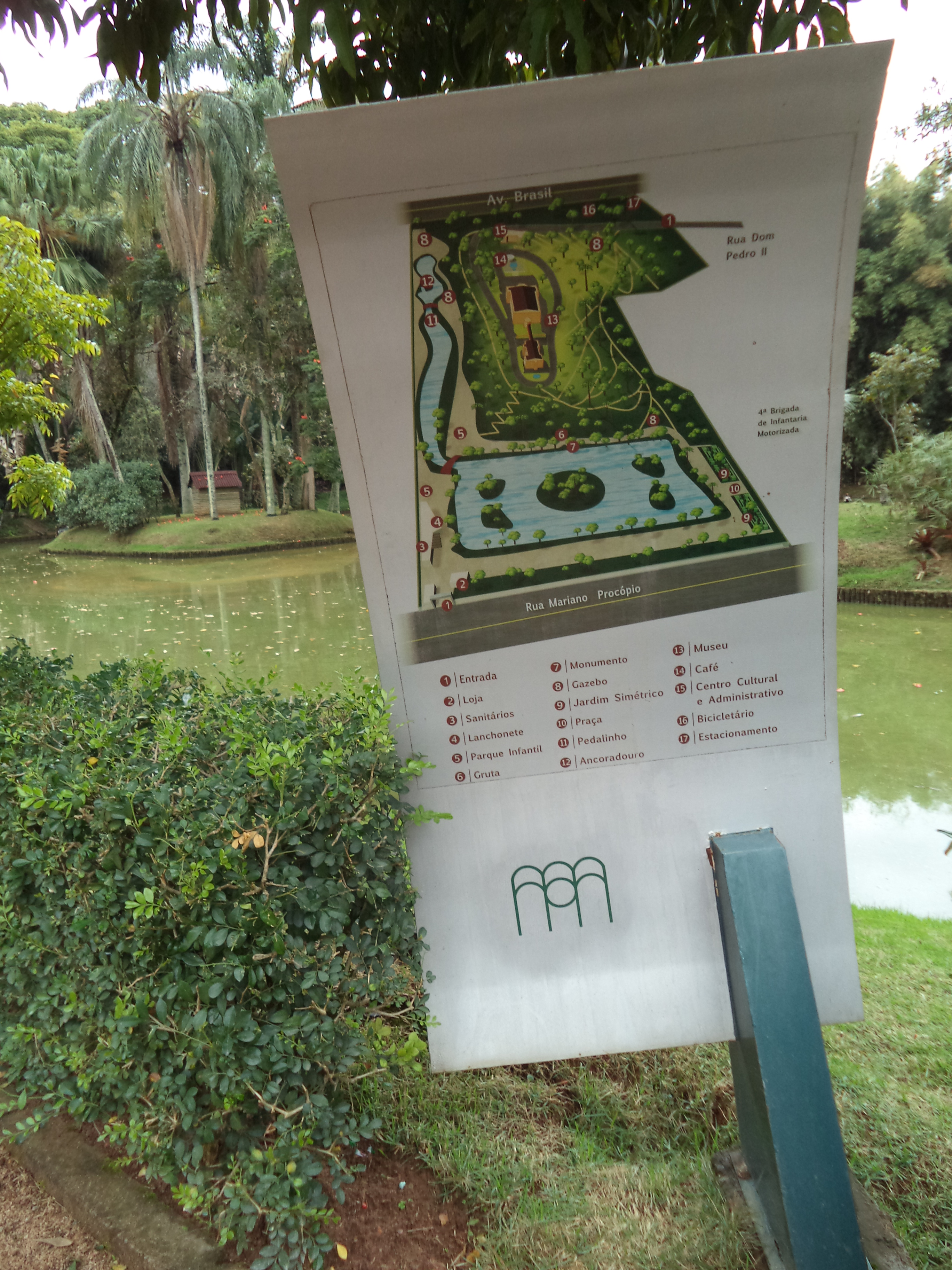
Placa com mapa do parque.

Surgida a partir de um projeto de lei de maio de 2001, a Fundação Museu Mariano Procópio (MAPRO) passou a exercer a administração em setembro de 2005, mesmo ano em que prefeitura de Juiz de Fora anunciou um projeto de revitalização do Museu Mariano Procópio.
A instituição continua integrada à Secretaria de Política Social mas agora conta com mais autonomia, tendo orçamento próprio e capacidade de receber investimentos externos.

## Reforma
Em janeiro de 2008 parte do museu foi interditado para o início das obras de restauração no parque, o mesmo acontecendo posteriormente com as instalações. As obras dão continuidade ao processo de recuperação iniciado em 2005.
A primeira etapa, referente à reforma do parque, foi concluída e entregue em 15 de julho de 2008. As obras nos edifícios do museu, no entanto, foram interrompidas na mesma época e retomadas apenas no final de 2009, o que representou um atraso significativo na reabertura do museu ao público.
No ano de 2022 foram retomadas as obras do Prédio Mariano Procópio, inicialmente no primeiro andar com a pintura e a colocação de filtro no lanternim da galeria Maria Amália e posteriormente no segundo andar, onde foi refeita toda a parte elétrica, reforma das calhas, colocação das sancas e pintura, terminando no início do ano 2023. A edificação foi completamente aberta à população em 3 de março.
Logo após, se iniciaram as reformas da Villa Ferreira Lage que incluíram parte elétrica e pintura, sendo entregue à população oficialmente em 31 de maio de 2023.

## Destaque no III Festival Internacional de Turismo e Gastronomia de Ouro Preto
O Museu Mariano Procópio, situado em Juiz de Fora, assumiu um papel de destaque na cerimônia de abertura do III Festival Internacional de Turismo e Gastronomia de Ouro Preto. Durante o evento, o prefeito da cidade, Ângelo Oswaldo, elogiou a iniciativa da prefeita Margarida Salomão em reabrir completamente o espaço após mais de 15 anos de fechamento. Representando a cidade no evento estava o secretário de Turismo, Marcelo do Carmo, juntamente com os três gerentes da Setur. Também estiveram presentes vários municípios, Instâncias de Governanças Regionais (IGRs) e o subsecretário de Turismo de Minas, Sérgio de Paula e Silva Júnior.
O prefeito de Ouro Preto destacou a importância de Alfredo Ferreira Lage, filho de Mariano Procópio, na construção de um dos museus mais significativos do Brasil. A reabertura do museu é uma notícia de grande importância, pois abriga um acervo não apenas relacionado ao período imperial, mas também ao período colonial brasileiro, incluindo peças relacionadas à Inconfidência Mineira. O prefeito ressaltou a relevância de promover o museu.
Ângelo Oswaldo enfatizou que Mariano Procópio foi um influente empresário do século 19 e um impulsionador do desenvolvimento de Minas Gerais, tendo construído a estrada macadamizada entre Juiz de Fora e Petrópolis, conhecida como União Indústria. Seu filho, Alfredo Ferreira Lage, adquiriu as principais peças dos palácios imperiais de Petrópolis, como o Paço da Cidade e o Palácio de São Cristóvão, no Rio de Janeiro, por meio de leilões realizados após a proclamação da República. Ele fez isso com o objetivo de proteger esse acervo e devolvê-lo à princesa Isabel, acreditando que ela retornaria, o que não ocorreu devido à consolidação da República.
Dessa forma, o prefeito ressaltou que Alfredo Ferreira Lage optou por construir um museu ao lado do palacete residencial que Mariano Procópio havia construído em Juiz de Fora, onde D. Pedro II havia sido hospedado várias vezes. Esse museu foi o primeiro edifício dedicado exclusivamente a museus no Brasil, apresentando uma arquitetura voltada para a museologia e abrigando um acervo excepcional.
Ângelo Oswaldo também mencionou que o museu foi inaugurado em 1921 pelo Conde d'Eu, marido da princesa Isabel, que já havia falecido. O Conde participou das celebrações do centenário da Independência do Brasil e da inauguração do museu. Segundo o prefeito de Ouro Preto, é essencial visitar este museu, pois seu acervo é um dos mais ricos do país. A reabertura do museu é uma excelente notícia para Minas Gerais e para o Brasil, celebrando a riqueza do patrimônio cultural e o potencial turístico do estado e das cidades.